# Парламентские выборы в Испании (1916)
Парламентские выборы 1916 года в Испании прошли 9 апреля. Явка составила 53,50 % от общего числа зарегистрированных избирателей.

## Предыстория
9 декабря 1915 года новым главой испанского кабинета министров стал Альваро де Фигероа и Торрес, граф Романонес, поддержанный либералами и либеральными демократами.
Выборы проходили на фоне Первой мировой войны, в которой Испания не участвовала, во многом благодаря позиции своего короля Испания. В 1914—1915 годах, в том числе и из-за нейтралитета, испанская экономика процветала, то в 1916 году в стране начинается экономический кризис. В этих условиях Альваро де Фигероа и Торрес, граф Романонес, и Мануэль Гарсия Прието смогли договориться и выставить на выборы единый либеральный список. Консерваторы же, как и двумя годами ранее, вновь участвуют в выборах тремя списками.
Интегристская партия в выборах 1916 года не участвовала, в то же время в них приняли участие группа независимых интегристов.
Коалиция Союз республиканцев и социалистов, усилившись за счёт присоединения республиканцев-федералистов и республиканцев-автономистов, сумела вернуть себе лидерство на республиканском фланге. Умеренные республиканцы Мелькиадеса Альвареса, Республиканская коалиция Алехандро Лерруса и Республиканский автономистский блок, созданный бывшими националистами-федералистами Марсело Домингесом и Франсеском Лайретом, участвовали в выборах самостоятельно.

## Результаты
9 апреля были избраны 409 членов Конгресса депутатов.
Победу на выборах одержала коалиция Либеральной и Либерально-демократической партий, которая смогла получить 233 места в Конгрессе депутатов (56,97 %).. Их главным оппонентам, Консервативной партии, расколовшейся на три части, «датистас», «мауристас» и «сьервистас», пришлось удовлетвориться 113 местами (27,63 %). Республиканцы, по прежнему не сумев объединиться, вновь уменьшили количество своих мест в Конгрессе депутатов, в то время как каталонские регионалисты сохранили своё представительство в парламенте.
Итоги выборов в Конгресс депутатов Испании 9 апреля 1916 года
| Партии и коалиции                                            | Партии и коалиции                   | Партии и коалиции                                    | Партии и коалиции                                            | Лидер                                             | Голоса    | Голоса | Голоса | Места      | Места | Места |
| Партии и коалиции                                            | Партии и коалиции                   | Партии и коалиции                                    | Партии и коалиции                                            | Лидер                                             | #         | %      | +/−    | Места      | +/−   | %     |
| ------------------------------------------------------------ | ----------------------------------- | ---------------------------------------------------- | ------------------------------------------------------------ | ------------------------------------------------- | --------- | ------ | ------ | ---------- | ----- | ----- |
|                                                              |                                     | Либеральная партия/Либерально-демократическая партия | исп. Partido Liberal, PL/исп. Partido Liberal Demócrata, PLD | Альваро де Фигероа и Торрес/Мануэль Гарсия Прието |           |        |        | 233        | ▲111  | 56,97 |
| Все либералы                                                 | Все либералы                        | Все либералы                                         | Все либералы                                                 | Все либералы                                      |           |        |        | 233        | ▲111  | 56,97 |
|                                                              |                                     | Либерально-консервативная партия                     | исп. Partido Liberal-Conservador, PLC                        | Эдуардо Дато                                      |           |        |        | 88         | ▼105  | 21,52 |
|                                                              | Консерваторы-«мауристас»            | исп. Conservadores Mauristas, (CM)                   | Антонио Маура                                                |                                                   |           |        | 17     | ▼5         | 4,16  |       |
|                                                              | Консерваторы-«сьервистас»           | исп. Conservadores Ciervistas (CC)                   | Хуан де ля Сьерва                                            |                                                   |           |        | 8      | ▲3         | 1,96  |       |
| Все консерваторы                                             | Все консерваторы                    | Все консерваторы                                     | Все консерваторы                                             | Все консерваторы                                  |           |        |        | 113        | ▼107  | 27,63 |
|                                                              |                                     | Союз республиканцев и социалистов                    | исп. Conjunción Republicano - Socialista, CRS                | Роберто Кастровидо                                |           |        |        | 13         | ▲3    | 3,18  |
|                                                              | Реформистская партия                | исп. Partido Reformista, PR                          | Мелькиадес Альварес                                          |                                                   |           |        | 12     | ▲1         | 2,93  |       |
|                                                              | Республиканская коалиция            | исп. Coalición Republicana                           | Алехандро Леррус                                             |                                                   |           |        | 6      | ▼5         | 1,47  |       |
|                                                              | Республиканский автономистский блок | исп. Bloc Republicà Autonomista, BRA                 | Марселино Доминго                                            |                                                   |           |        | 1      | Первый раз | 0,25  |       |
| Все республиканцы                                            | Все республиканцы                   | Все республиканцы                                    | Все республиканцы                                            | Все республиканцы                                 |           |        |        | 33         | ▼2    | 8,07  |
|                                                              |                                     | Регионалистская лига Каталонии                       | исп. Lliga Regionalista de Catalunya, LRC                    | Энрик Прат-де-ла-Риба                             |           |        |        | 13         | ▬     | 3,19  |
| Все регионалисты                                             | Все регионалисты                    | Все регионалисты                                     | Все регионалисты                                             | Все регионалисты                                  |           |        |        | 15         | ▲2    | 3,67  |
|                                                              |                                     | Традиционалистское причастие                         | исп. Comunión Tradicionalista, CT                            | Энрике де Агилера и Гамбоа, маркиз де Серральбо   |           |        |        | 9          | ▲4    | 2,20  |
|                                                              | Независимые католики                | исп. Católico independiente                          | Маркиз де Сантильяна                                         |                                                   |           |        | 3      | ▼2         | 0,73  |       |
|                                                              | Независимые интегристы              | исп. Integristas independientes                      | Мануэль Сенанте                                              |                                                   |           |        | 2      | ▬          | 0,49  |       |
| Все карлисты и традиционалисты                               | Все карлисты и традиционалисты      | Все карлисты и традиционалисты                       | Все карлисты и традиционалисты                               | Все карлисты и традиционалисты                    |           |        |        | 14         | ▲2    | 3,42  |
|                                                              | Другие                              | Другие                                               | Другие                                                       | Другие                                            |           |        |        | 1          | —     | 0,25  |
|                                                              |                                     |                                                      |                                                              |                                                   |           |        |        |            |       |       |
| Всего                                                        | Всего                               | Всего                                                | Всего                                                        | Всего                                             | 2 089 151 | 100,00 |        | 409        | ▲1    |       |
|                                                              |                                     |                                                      |                                                              |                                                   |           |        |        |            |       |       |
| Зарегистрировано/Явка                                        | Зарегистрировано/Явка               | Зарегистрировано/Явка                                | Зарегистрировано/Явка                                        | Зарегистрировано/Явка                             | 3 904 877 | 53,50  | ▼1,62  |            |       |       |
|                                                              |                                     |                                                      |                                                              |                                                   |           |        |        |            |       |       |
| Источник: - Historia Electoral - Spain Historical Statistics |                                     |                                                      |                                                              |                                                   |           |        |        |            |       |       |

1. ↑  Включая 9 депутатов от Республиканской партии, 2 федеральных республиканцев и по одному социалисту и республиканцу-автономисту
2. ↑  Включая 5 депутатов от Радикальной республиканской партии и одного из националиста-федералиста
3. ↑  Включая каталонского независимого республиканца-националиста
4. ↑  Включая каталонского независимого националиста и кастильского регионалиста
5. ↑  Баскский династист

## Результаты по регионам
Коалиция либералов и либерал-демократов заняла первое место по количеству избранных депутатов в 37 провинциях. Консерваторы смогли победить в 5 провинциях (Оренсе, Овьедо (ныне Астурия), Сеговия, Бискайя и Алава). Консерваторы-«сьервистас» смогли занять первое место в провинции Мурсия, Регионалистская лига победила в Барселоне, карлисты одержали победу в Наварре. В Авиле и Сории мандаты поделили консерваторы и либералы, в Жироне победу одержали Регионалистская лига и либералы, в Гипускоа 5 мест достались кандидатам 5 разных партий. В Мадриде 5 мандатов из 8 выиграли монархисты (из них 3 взяли либералы и 2 консерваторы), оставшиеся 3 завоевал Союз республиканцев и социалистов (из них 2 получила Республиканская партия и один социалисты). В Барселоне победили регионалисты выиграли 5 мандатов из 7, оставшиеся 2 поделили республиканцы-радикалы и националисты-федералисты. В Севилье по 2 места заняли консерваторы и либералы, одно место взял Союз республиканцев и социалистов (Республиканская партия). В Валенсии по одному мандату завоевали Республиканская партия, карлисты и республиканцы-автономисты.

## После выборов
11 мая 1916 года новым председателем Конгресса депутатов был избран Мигель Вильянуэва (Либеральная партия), за которого проголосовали 297 парламентариев. Председателем Сената стал лидер либеральных демократов Мануэль Гарсия Прието.
В 1916—1917 годах страна оказалась в серьёзном экономическом кризисе. Высокая инфляция и рост безработицы способствовали усилению автономистских настроений в Каталонии и росту активности республиканцев, призывавших к ликвидации устаревшей двухпартийной системы и проведению социально-экономических реформ. Ухудшение экономического положения военных привело к недовольству в армии и в конце 1916 года офицеры начали формировать подпольные Советы обороны (исп. Juntas de Defensa), требуя прекратить злоупотребления и увеличить содержание.
В этих условиях 19 апреля 1917 года граф Романонес был вынужден подать в отставку из-за конфликта с военными. Новым премьер-министром стал Мануэль Гарсия Прието, но и ему не удалось справиться с растущим в стране в целом и в армии в частности недовольством. В результате уже 11 июня правительство возглавил лидер консерваторов Эдуардо Дато. Даже пригласив в кабинет Гарсию Прието, новому премьеру не удалось получить парламентское большинство. В связи с этим было объявлено о приостановке конституционных гарантий, в том числе ввести цензуру в прессе, и о временном прекращении работы парламента. При этом было решено узаконить Советы обороны. Республиканцы и регионалисты, недовольные подобными действиями Дато, не ограничиваются митингами и угрозами всеобщей забастовки, начав проводить в Барселоне и Мадриде так называемые «Парламентские ассамблеи» (исп. Asamblea de Parlamentarios), неофициальные встречи депутатов Конгресса и сенаторов.
Все эти меры не привели к стабилизации положения в Испании, а всеобщая забастовка, начатая республиканцами и социалистами осенью, усугубила ситуацию. 3 ноября 1917 года король Альфонс XIII поручает Гарсии Прието сформировать так называемое правительство национальной концентрации (исп. Gobierno de Concentración Nacional), в которое вошли либералы, либеральные демократы, консерваторы («мауристас» и «сьервистас»), а также впервые каталонские регионалисты. Правительство проработало до выборов 1918 года.
Весной 1917 года из Либеральной партии был исключён лидер левого крыла Сантьяго Альба, после этого основавший партию Либеральная левая (исп. Izquierda Liberal). В июне того же года либералы и либеральные демократы воссоединяются, но в преддверии выборов 1918 года партия вновь раскалывается. В том же 1917 году в результате объединения Республиканского автономистского блока и националистов-федералистов при участии группы депутатов-реформистов и части республиканцев-федералистов во главе с Пи-и-Суньером была организована Республиканская партия Каталонии (кат. Partit Republicà Català, PRC).